# NK Spartak Zagreb
Nogometni klub Spartak Zagreb bio je hrvatski nogometni klub iz Zagreba.
Predstavljao je radnike i službenike duhanske i prehrambene industrije. Djelovao je od kraja 1949. do studenog 1952.